# Список дипломатических миссий Мьянмы

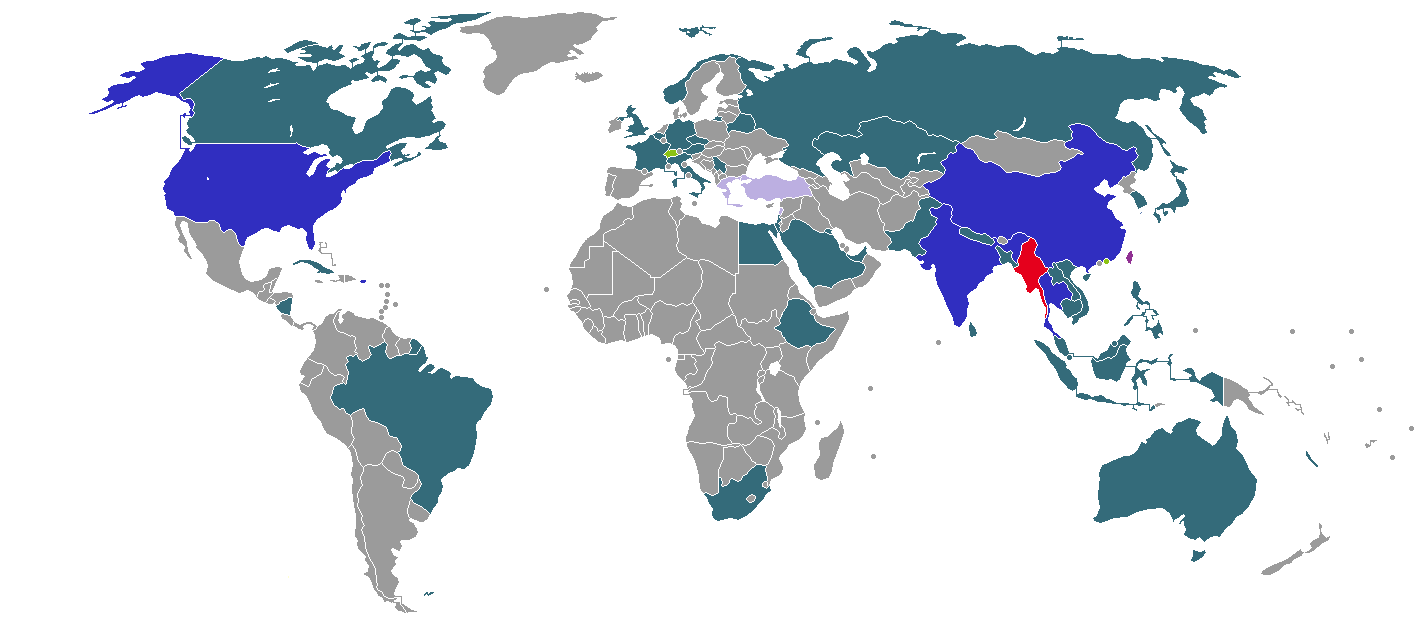
Дипломатические миссии Мьянмы

Список дипломатических миссий Мьянмы — перечень дипломатических миссий (посольств) и генеральных консульств Мьянмы в странах мира.

## Европа

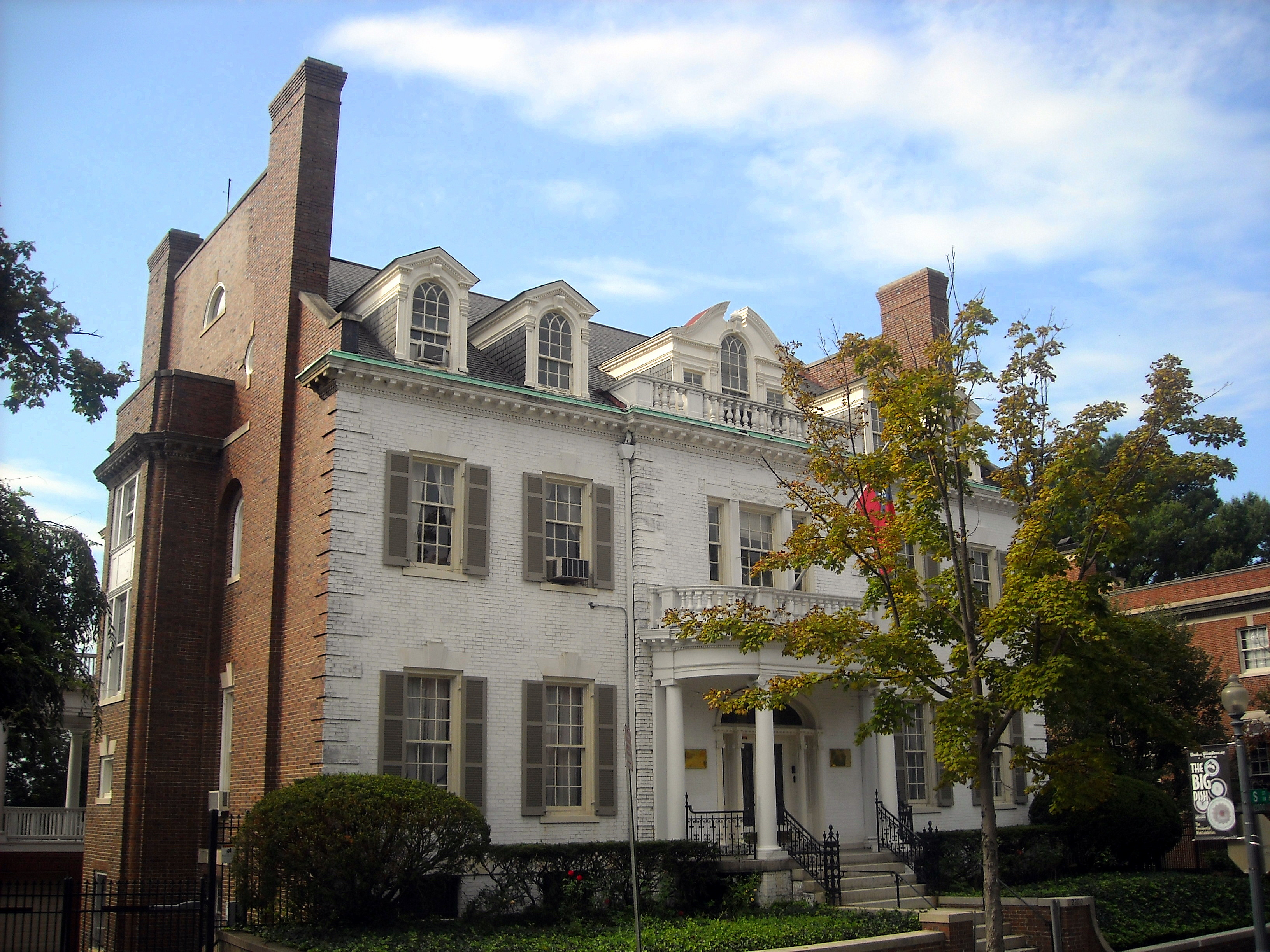
Посольство Мьянмы в Вашингтоне

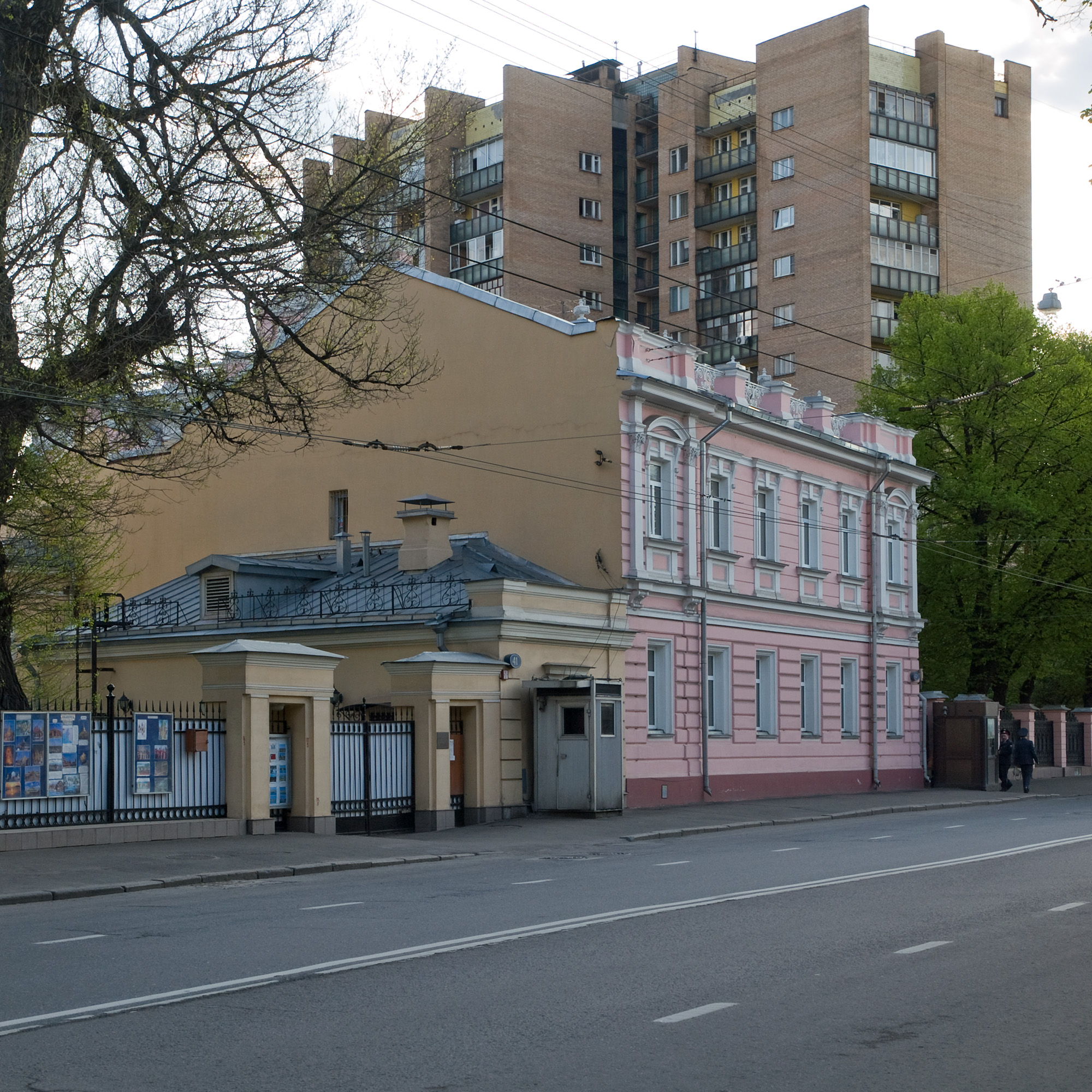
Посольство Мьянмы в Москве

- Бельгия
  - Брюссель (посольство)
- Великобритания
  - Лондон (посольство)
- Германия
  - Берлин (посольство)
- Италия
  - Рим (посольство)
- Россия
  - Москва (посольство)
- Сербия
  - Белград (посольство)
- Франция
  - Париж (посольство)

## Азия
- Бангладеш
  - Дакка (посольство)
- Бруней
  - Бандар-Сери-Бегаван (посольство)
- Вьетнам
  - Ханой (посольство)
- Израиль
  - Тель-Авив (посольство)
- Индия
  - Нью-Дели (посольство)
- Индонезия
  - Джакарта (посольство)
- Камбоджа
  - Пномпень (посольство)
- Китай
  - Пекин (посольство)
  - Гонконг (генеральное консульство)
  - Куньмин (генеральное консульство)
- Республика Корея
  - Сеул (посольство)
- Кувейт
  - Кувейт (посольство)
- Лаос
  - Вьентьян (посольство)
- Малайзия
  - Куала-Лумпур (посольство)
- Непал
  - Катманду (посольство)
- Пакистан
  - Исламабад (посольство)
- Саудовская Аравия
  - Эр-Рияд (посольство)
- Сингапур
  - Сингапур (посольство)
- Таиланд
  - Бангкок (посольство)
- Филиппины
  - Манила (посольство)
- Шри-Ланка
  - Коломбо (посольство)
- Япония
  - Токио (посольство)

## Америка
- Бразилия
  - Бразилиа (посольство)
- Канада
  - Оттава (посольство)
- США
  - Вашингтон (посольство)

## Африка
- Египет
  - Каир (посольство)
- ЮАР
  - Претория (посольство)

## Океания
- Австралия
  - Канберра (посольство)

## Международные организации
- Брюссель (постоянное представительство при ЕС)
- Женева (постоянное представительство при ООН и других международных организациях)
- Нью-Йорк (постоянное представительство при ООН)